# Statue der Priesterin Aristonoe

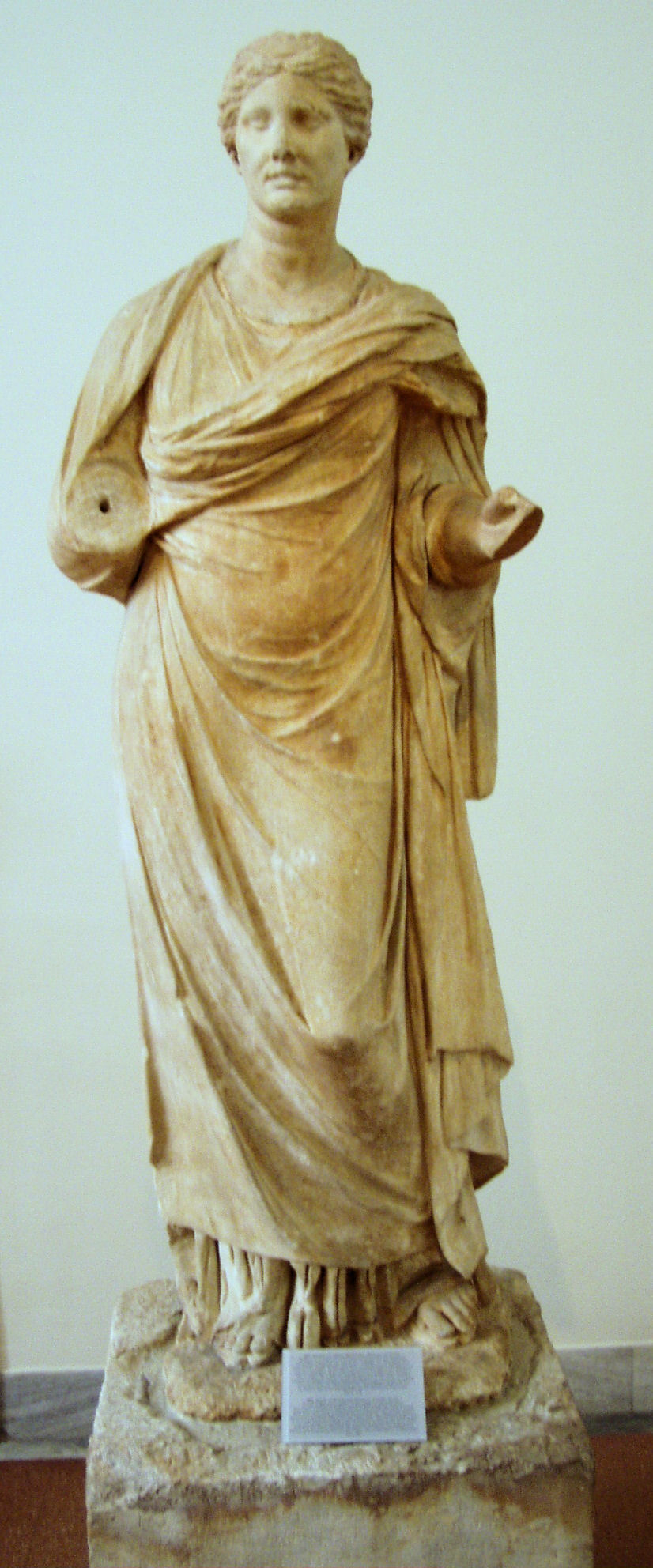
Die Statue im Archäologischen Nationalmuseum Athen

Die Statue der Priesterin Aristonoe im Archäologischen Nationalmuseum Athen (NAMA) mit der Inventarnummer 232 wird in das dritte Jahrhundert v. Chr. datiert.
Die Statue ist in großen Teilen abgesehen von einigen Bestoßungen erhalten. Nur der rechte Unterarm und die linke Hand fehlen. Beide Unterarme waren separat gefertigt und angesetzt. Auch der Kopf wurde als Einsatzkopf gearbeitet, ist aber vollständig erhalten. Auch die Plinthe und die rechteckige Basis sind erhalten. Aristonoe steht frontal zum Betrachter. Das rechte ist das Stand-, das linke das leicht angewinkelte Spielbein. Die Arme sind angewinkelt und nach vorn gestreckt. Der Kopf ist leicht nach rechts gewandt. Die geflochtenen Haare sind sorgfältig nach hinten angeordnet und über der Stirn geteilt. Der Körper ist abgesehen von den Vorderfüßen, Unterarmen, Hals und Kopf vollständig bedeckt. Aristonoe trägt einen Chiton und ein Himation.
Die Statue aus Pentelischem Marmor wurde 1890 im lange als Tempel der Themis vermuteten Tempel der Nemesis in Rhamnous gefunden. Die mit 1,62 Meter etwa lebensgroße Statue mit der 38 Zentimeter hohen, 61 Zentimeter breiten und 62 Zentimeter tiefen Basis ist laut einer Basisinschrift der Göttin Nemesis geweiht. Gestiftet wurde sie von Hierokles, dem Sohn von Hieropoios und der Aristonoe. Aristonoe ist laut der Inschrift Tochter eines Nikokrates von Rhamnous.
Inschrift:
Θέμιδι καὶ Νεμέσει
Ἱεροκλῆς Ἱεροποιοῦ Ραμνούοιος
ὰνέθηκε τὴν μητέρα Ἀριοτονόην
Νικοκράτου Ραμνουοίου ἱέρειαν
Νεμέσεως

## Belege
1. ↑  Inscriptiones Graecae II², 3462.